# Гайдай Зоя Михайлівна
Зо́я Миха́йлівна Гайда́й (19 травня [1 червня] 1902, Тамбов, Російська імперія — 21 квітня 1965, Київ, Українська РСР, СРСР) — українська радянська оперна співачка (сопрано), народна артистка УРСР (1940), народна артистка СРСР (1944).

## Життєпис
Батько — фольклорист й хоровий диригент Михайло Гайдай (1878—1965).
Закінчила Житомирське музичне училище, потім, у 1927 році — Київський музично-драматичний інститут ім. М. Лисенка.
У 1928—1930 і 1934—1955 роках — солістка Київського, у 1930—1934 роках — Харківського театрів опери та балету. Під час Німецько-радянської війни перебувала в евакуації в Уфі й Іркутську разом із чоловіком, співаком-тенором Миколою Платоновим, та іншими артистами київської опери.
У 1947—1965 роках — викладачка Київської консерваторії (з 1963 року — професорка). Серед вихованців Зої Гайдай — Людмила Божко, Ганна Колесник-Ратушна.
Володіла міцним і водночас гнучким голосом красивого тембру широкого діапазону.
Земний шлях З.Гайдай завершився 21 квітня 1965 року. 
У Центральному державному архіві-музеї літератури і мистецтва України зберігається особовий архівний фонд співачки (ф. 147). Документи фонду були передані сестрою артистки Оленою Михайлівною Гайдай. Документи про життя та творчість Зої Гайдай відклалися в особових фондах музикознавця і композитора Леоніда Кауфмана (ф. 4), художника театру і графіка Олександра Хвостенка-Хвостова (ф. 59), балетмейстера Сергія Сергєєва (Вартанезова) (ф. 105), режисера Володимира Манзія (ф. 106), співака Кузьми Мінаєва (ф. 112), співачки Лариси Руденко (ф. 120), співачки Оксани Ропської (ф.121), композитора Юлія Мейтуса й актриси Олександри Васильєвої (ф. 182), співачки Ніни Гончаренко (ф. 491), композитора Костянтина Данькевича (ф. 1299) та ін.

## Партії
Наталка («Наталка Полтавка» М. Лисенка), Оксана («Запорожець за Дунаєм» С. Гулака-Артемовського), Любов Шевцова («Молода гвардія» Мейтуса, перше виконання) та ін. Лауреат Сталінської премії (1941).

## Ушанування пам'яті
Поховано в Києві на Байковому кладовищі (ділянка № 43). У 1967 році на могилі встановлено гранітний надгробок (скульптор Петро Остапенко, архітектор Валентина Шевченко) та меморіальні дошки. На честь Зої Гайдай названо вулицю в Києві.

Меморіальна дошка на честь Гайдай, вулиця Євгена Чикаленка, 20
Меморіальна дошка Гайдай Зої Михайлівні. Встановлена в приміщенні Київської консерваторії
Надгробок Зої Гайдай на Байковому кладовищі в Києві

## Вихованці Зої Гайдай
- Божко Людмила Федорівна — українська співачка (сопрано). Заслужена артистка УССР. Народна артистка України. Професорка Львівської національної музичної академії імені Миколи Лисенка, завідувачка кафедри сольного співу.
- Довбня Петро Іванович — український співак (тенор), народний артист України, професор кафедри теорії та методики постановки голосу Національного педагогічного університету імені М. П. Драгоманова.
- Поліщук Тамара Адамівна — українська співачка (мецо-сопрано), заслужена артистка України.
- Інкіна Клара Акимівна — російська співачка (сопрано), заслужена артистка РРФСР.
- Красноплахін Олександр Савелійович — український співак (тенор), заслужений діяч мистецтв України.
- Гладченко Вікторія Олексіївна — російська співачка (сопрано), заслужена артистка Росії та Карелії, професорка кафедри сольного співу й оперної підготовки Петрозаводської державної консерваторії (академії) імені О. К. Глазунова.
- Данилюк Світлана Пилипівна — білоруська співачка (мецо-сопрано), народна артистка СРСР.